# Richard von Saint-Laurent

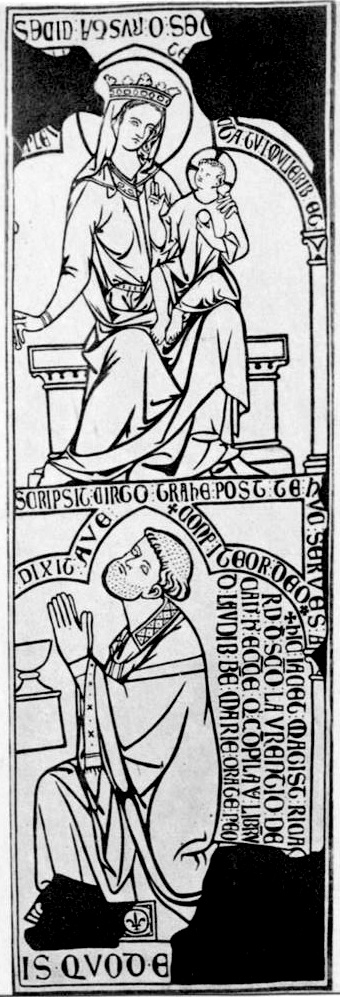
Zeichnung des Epitaphs Richards von Saint-Laurent in der Stiftskirche Notre-Dame des Andelys

Richard von Saint-Laurent, lat. Richardus de Sancto Laurentio (* im 12. oder 13. Jahrhundert vermutlich in Mesnil-Saint-Laurent, Département Aisne; † nach 1254) war ein französischer Kanoniker, Pönitentiar und Archidiakon in Rouen sowie Stiftsdechant von Notre-Dame des Andelys in Les Andelys. Die bedeutendste ihm zugeschriebene Schrift ist die mariologische Abhandlung De laudibus beatae Mariae.

## Leben
Außer den Ämtern, die Richard bekleidete, ist über sein Leben nichts bekannt. Der Erzbischof von Rouen Eudes Rigaud vermerkt in seinem Bericht über die Visitation des Kollegiatstifts Notre-Dame in Grand-Andely am 3. Oktober 1254 tadelnd, dass „Magister Ricardus“ nicht im Stift wohnte, obwohl ihn weder Lehrtätigkeit noch Wallfahrt daran hinderten. Richard wurde in der Stiftskirche beigesetzt und erhielt einen aufwendigen Grabstein.

## Das Marienbuch
Das Marienbuch De laudibus beatae Mariae („Über die Ehrentitel der seligen Maria“) ist eine gelehrte typologisch-allegorische Deutung unzähliger biblischer Bezeichnungen und Bilder, die auf Maria und ihre Rolle im göttlichen Erlösungsplan bezogen werden, mit Schwerpunkt auf dem Hohenlied.
Das Buch trägt in den älteren Handschriften keinen Verfassernamen. Seit dem ausgehenden Mittelalter wurde es als Werk des hl. Albertus Magnus gedruckt und genoss hohe Wertschätzung. Aber schon im 17. Jahrhundert vermuteten verschiedene Autoren die Verfasserschaft Richards von Saint-Laurent. Als definitiver Beweis gilt Richards Epitaph in der Stiftskirche von Les Andelys, das dort lange mit der Bildseite nach unten als Portalschwelle gedient hatte und erst im späten 19. Jahrhundert in seiner Bedeutung wiederentdeckt wurde. Die vertikale Inschrift lautet:
Hic iacet magister Ricardus de Sancto Laurentio decanus huius ecclesiae qui compilavit librum de laudibus beatae Mariae. Orate pro eo.
„Hier ruht Magister Richard von Saint-Laurent, Dekan dieser Kirche, der das Buch über die Ehrentitel der seligen Maria zusammengestellt hat. Betet für ihn.“